# Eumeekia flavicosta
Eumeekia flavicosta är en fjärilsart som beskrevs av W. Warren 1912. Eumeekia flavicosta ingår i släktet Eumeekia och familjen mätare. Inga underarter finns listade i Catalogue of Life.